# Plesiosauridae
Plesiosauridae é uma família de répteis marinhos fósseis do clado Plesiosauroidea.

## Popularização na mídia
Um plesiossauro aparece na obra de ficção-científica brasileira "Realidade Oculta".